# آنا اليسيا
دونا أندرسون (بالإسبانية: Ana Alicia Ortíz)‏ (12 ديسمبر 1956)، ممثلة أمريكية مكسيكية بدأت التمثيل عام 1977 واستمرت حتى عام 1997.

## وصلات خارجية
- آنا اليسيا على موقع IMDb (الإنجليزية)
- آنا اليسيا على موقع أول موفي (الإنجليزية)
- آنا اليسيا على موقع قاعدة بيانات الأفلام السويدية (السويدية)
- آنا اليسيا على موقع إن إن دي بي (الإنجليزية)
- آنا اليسيا على موقع قاعدة بيانات الفيلم (الإنجليزية)